# بسی لاو
 بسی لاو (انگلیسی: Bessie Love؛ ‏ ۱۰ سپتامبر ۱۸۹۸ – ۲۶ آوریل ۱۹۸۶) یک هنرپیشه اهل ایالات متحده آمریکا بود.
از فیلم‌ها یا برنامه‌های تلویزیونی که وی در آن نقش داشته است، می‌توان به نابردباری، سرخ‌ها، ایزادورا، رگتایم، ادوارد و خانم سیمپسون و ریتز اشاره کرد.